# Výhybka (Kladno)

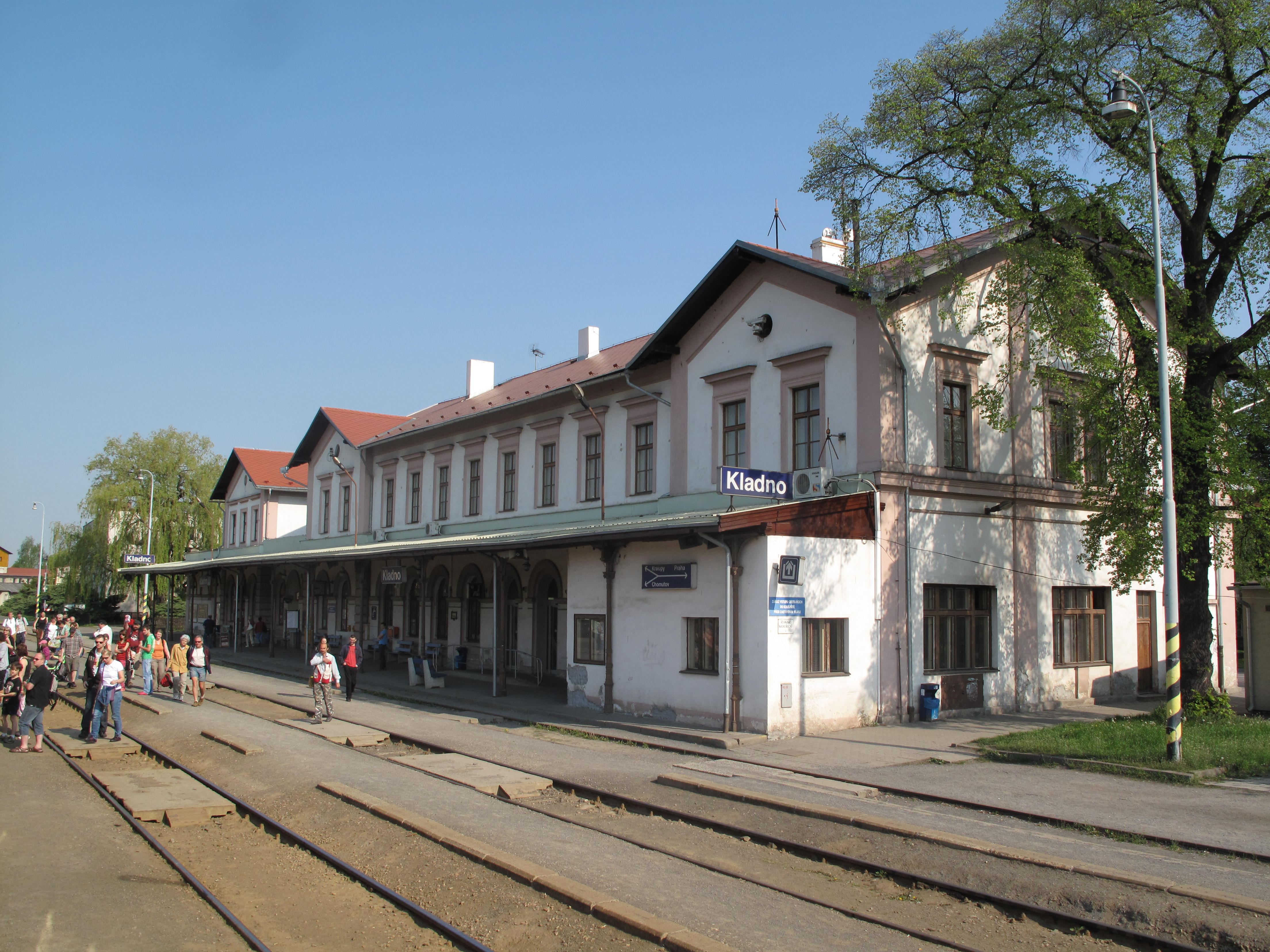
Budova nádraží Kladno

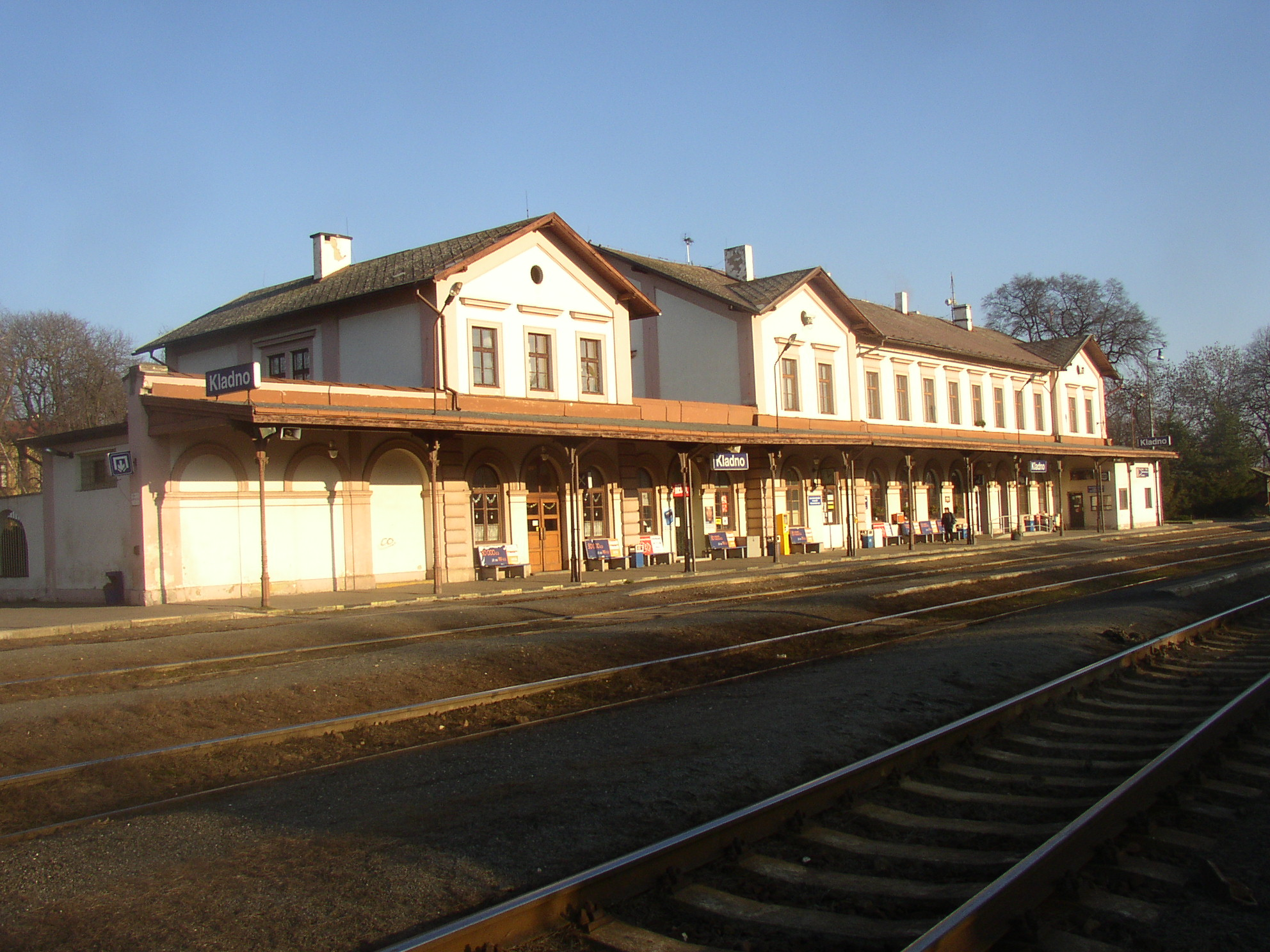
Budova železniční stanice Kladno (hovorově dodnes Vejhybka). Pohled k východu, směr Praha.

Výhybka je obytnou čtvrtí domů a vil města Kladna v městské části Kročehlavy. Ohraničena je ulicemi na severu Josefa Čapka, na západě a jihu okružní ulicí Železničářů, na severovýchodě Jaroslava Kociána a východě Milady Horákové. Před vybudováním této čtvrti města to byl název místního kladenského nádraží.

## Původ názvu
Městem Kladnem prochází původní koněspřežní dráha a název této části města je spojen s její existencí a provozem.
Dráhu provozovala Pražská železniční společnost, provoz byl zahájen 21. července 1831. Trať vedla z Brusky (poblíž dnešního nádraží Praha-Dejvice) do stanice Píně (polesí) u Lán. Dráha dopravovala dříví z křivoklátských lesů do Prahy a měla být původně dovedena až do Plzně. Koněspřežná dráha byla stavěna s použitím litinových kolejnic o rozchodu 1120 mm upevněných na dřevěných a kamenných podložkách. Trať zvaná Pražsko-lánská koněspřežná železnice měřila asi 62 km.
Trat do křivoklátských lesů byla jednokolejná a bylo nutno pro křižování vlaků vybudovat výhybku, ta byla zřízena v místech dnešního kladenského nádraží a stanice dostala název Kladno-Wejhybka, později Kladno-Vejhybka a konečně Kladno-Výhybka. Dnes název nádraží Kladno, název Výhybka zůstal obytné čtvrti vybudované v pozdějších letech v bezprostřední blízkosti nádraží.

## Historie tratí
Provoz koněspřežky byl nerentabilní a již v roce 1836 byl zrušen. Nefunkční a chátrající železnici převzal majitel křivoklátského panství kníže Karel Egon II. z Fürstenberka, který byl jejím největším věřitelem. Dráha sloužila zejména k dopravě dříví z jeho lesů a stavebního kamene. Fürstenberk získal povolení pro stavbu trati k buštěhradským dolům, aby se odtud mohlo převážet uhlí do Prahy. Kladenské uhelné těžařstvo prosazovalo stavbu trati z Kladna do Kralup a k této stavbě došlo. Kromě toho byla vybudována a dovedena ke kladenskému nádraží trať z Kladna do Nučic (zvaná Kanada nebo Kňučanda) pro přepravu uhlí, železné rudy a vápence. Trať dnes již neexistuje, byla rozebrána a místo ní jsou ve čtvrti Výhybka mezi domy zahrádky.
Pojmenování "Vejhybka" vzniklo také proto, že v roce 1856 byla v místech nádraží vybudována výhybka umožňující přechod železničních vozů z železnice kladensko-kralupské (vybudované roku 1855) s rozchodem 1435 mm (koněspřežní měla rozchod 1120 mm). Předtím se uhlí překládalo do beden z vozů tratě Kladno-Nučice nebo Kladno-Kralupy a překládalo na vozy koněspřežní dráhy směřující do Prahy.
V roce 1855 získala koncesi na provoz pražsko-lánské koněspřežky Buštěhradská železniční společnost, v níž byly kapitálově zastoupené těžařské společnosti. V roce 1863 byla dráha přestavěna na normální rozchod a parní provoz, od té doby trať známe jako Buštěhradskou dráhu. Zestátněna byla v roce 1923.

## Budova nádraží
Železniční stanice Kladno-Výhybka je hlavní nádražní budou v Kladně. Postavena byla již začátkem 19. století a kvůli sporům při výstavbě koněspřežní dráhy několik kilometrů vzdálená od tehdejšího středu města. Projektantem stávající staniční budovy byl inženýr Josef Chvála.
Trať z Kladna-Výhybky do Dubí byla otevřena 5. listopadu 1855, další část trati do Kralup nad Vltavou 23. února 1856. Úsek trati z Kladna-Výhybky spoluužívaly společnosti Buštěhradské dráhy a Kladensko-nučické dráhy. V roce 1872 byla uvedena do provozu trať z Kladna -Výhybky do Dubí přes stanici Nové Kladno (dnes Kladno-Ostrovec).

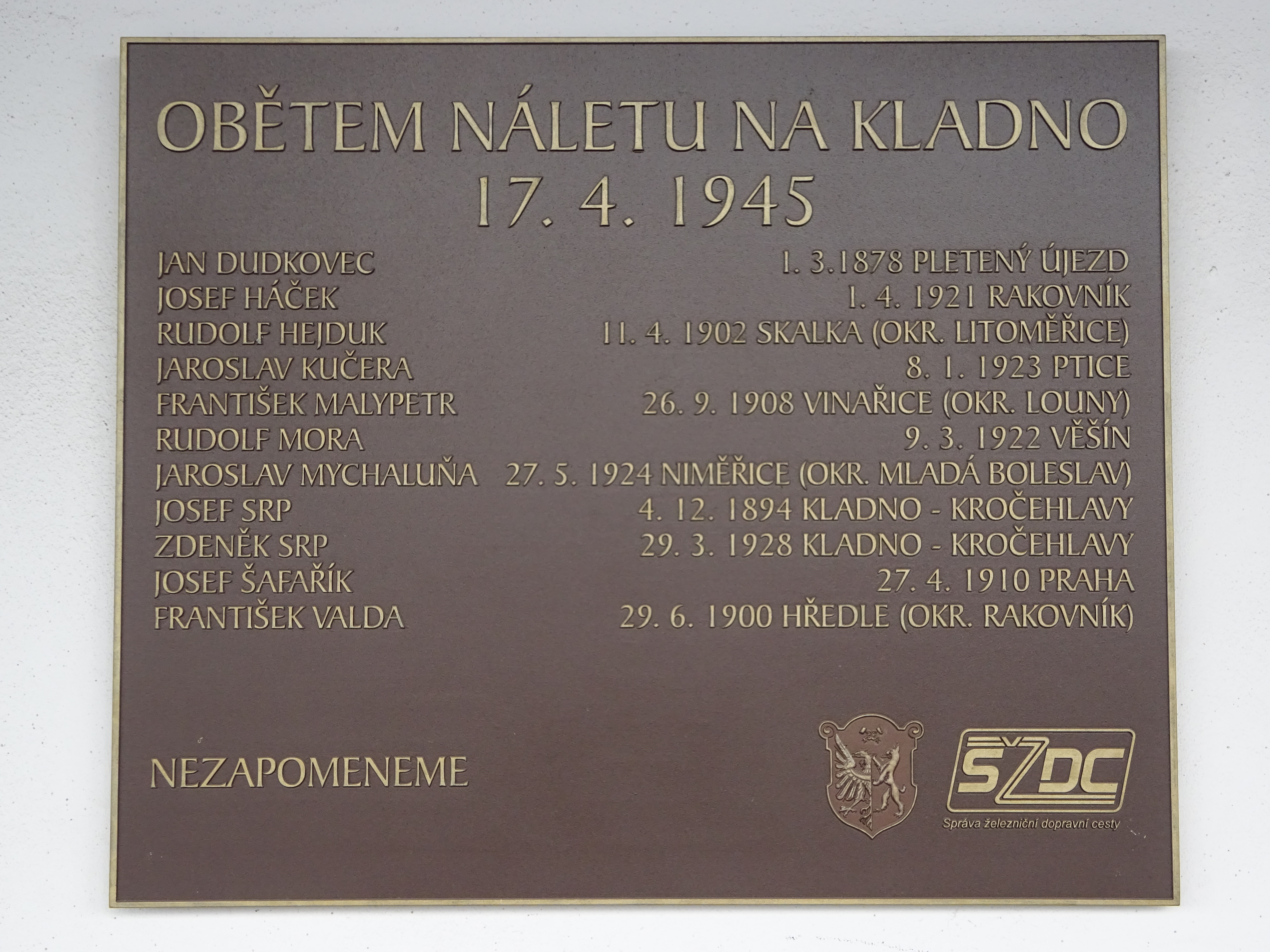
Pamětní deska obětem náletu 17. dubna 1945

Budova nádraží byla bombardována 17. dubna 1945. Budova byla opakovaně opravována a zmodernizována.
Dnes je spojena s centrem města městskou veřejnou dopravou a již těsně sousedí s městskou částí Kročehlavy. Není vzdálena několik km od města.

## Svépomoc
Součástí čtvrti výhybka je i část obytného souboru Svépomoc, což bývala velmi osobitá zástavba odpovídající tehdejším zásadám bydlení. Svépomoc byla vybudována stejnojmenným družstev v letech 1920–1922.